# Walt Hansgen
Walter Edwin Hansgen (Westfield, Nueva Jersey, Estados Unidos; 28 de octubre de 1919-Orleans, Francia; 7 de abril de 1966) fue un piloto de automovilismo estadounidense.

## Resultados

### Fórmula 1
(Clave) (negrita indica pole position) (cursiva indica vuelta rápida)

| Año     | Escudería  | 1   | 2   | 3   | 4   | 5   | 6   | 7   | 8       | 9     | 10  | Pos. | Puntos |
| ------- | ---------- | --- | --- | --- | --- | --- | --- | --- | ------- | ----- | --- | ---- | ------ |
| 1961    | Momo       | MON | NED | BEL | FRA | GBR | GER | ITA | USA Ret |       |     | NC   | 0      |
| 1964    | Team Lotus | MON | NED | BEL | FRA | GBR | GER | AUT | ITA     | USA 5 | MEX | 16.º | 2      |
| Fuente: |            |     |     |     |     |     |     |     |         |       |     |      |        |